# Liste d'élections en 1795
Chronologie des élections
- 1791
- 1792
- 1793
- 1794
- 1795
- 1796
- 1797
- 1798
- 1799

Cet article recense les élections organisées durant l'année 1795.

Dans les années 1790, seuls trois pays organisent des élections nationales, au sens de consultations populaires : le Royaume de Grande-Bretagne ; les États-Unis d'Amérique ; et la France. À ceux-ci, il faut ajouter le Royaume d'Irlande, État officiellement distinct du Royaume de Grande-Bretagne et doté de son propre parlement.

## Élections nationales en 1795
| Date                              | État       | Élection ou référendum                     | Contexte | Résultat |
| --------------------------------- | ---------- | ------------------------------------------ | --- | --- |
| 22 août                           | France     | Référendum sur les deux tiers (en)         | | Approbation du décret des deux tiers. |
| 6 septembre 1795                  | France     | Référendum constitutionnel (en)            | Au moment de ce référendum, la France est en guerre contre la « Première Coalition » des monarchies européennes. | Les citoyens approuvent à 95,5 % la mise en place du Directoire. |
| 24 août 1794 - 5 septembre 1795   | États-Unis | Législatives (chambre (en) et sénat (en)). | Élection au suffrage censitaire.Il s'agissait du premier cycle électoral avec des partis politiques organisés aux États-Unis, le Parti fédéraliste émergeant de la coalition pro-administration et le Parti démocrate-républicain émergeant de la coalition anti-administration. | Le Parti républicain-démocrate (anti-fédéraliste et opposé au gouvernement du président George Washington) conserve la majorité absolue des sièges à la Chambre des représentants. Au Sénat, le Parti fédéraliste, favorable au gouvernement, conserve lui aussi sa majorité. |
| 12 octobre 1795 - 21 octobre 1795 | France     | Législatives                               | Premières élections sous le régime du Directoire : élection du Conseil des Cinq-Cents. Après avoir fait l'expérience du suffrage universel masculin en 1792, le pays revient au suffrage censitaire.                                                                             | Parlement sans majorité. Les Thermidoriens (modérés, républicains) disposent d'une majorité relative des sièges. |